# Bowdoin-Augen-Maler

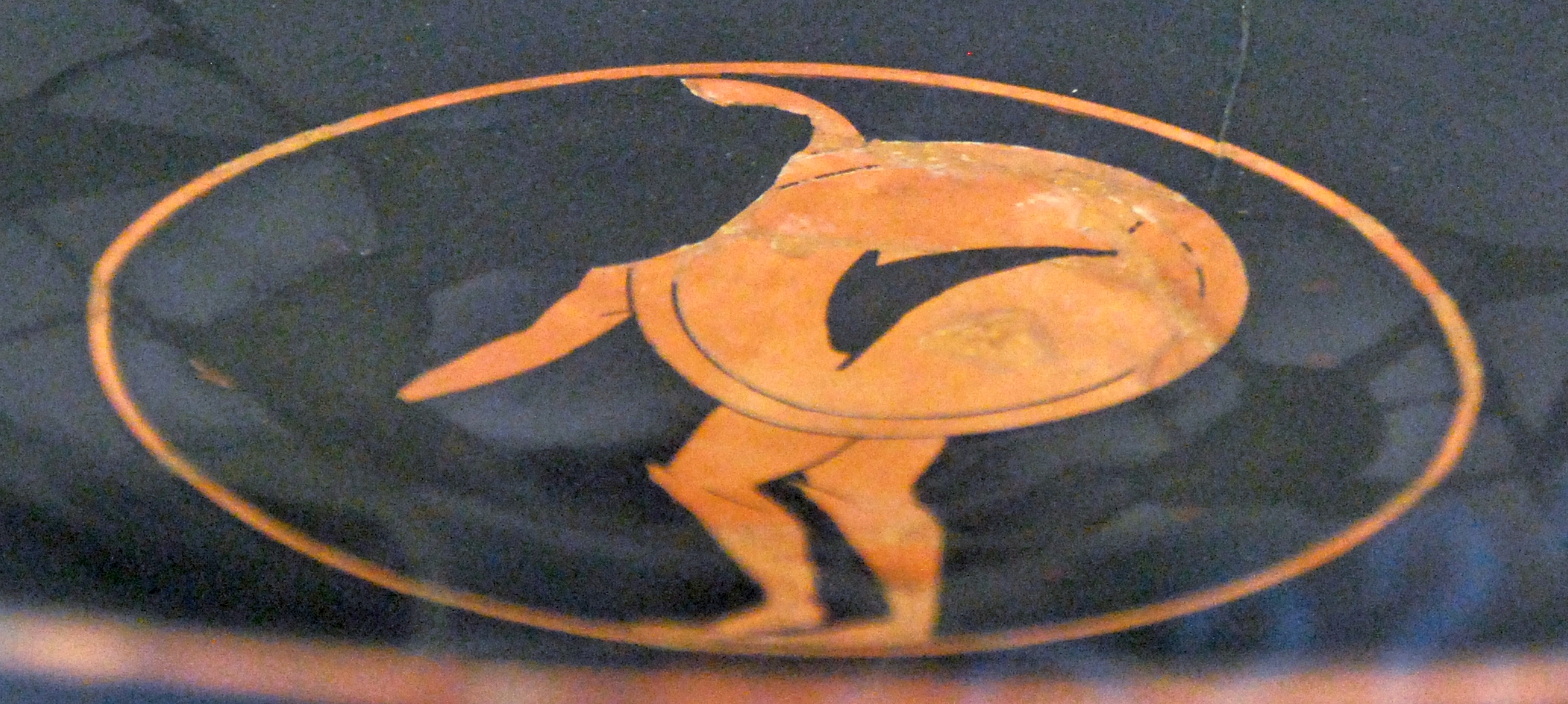
Krieger auf dem Tondo einer Schale in der Antikensammlung des Martin von Wagner Museums, um 510 v. Chr.

Der Bowdoin-Augen-Maler (englisch Bowdoin-Eye Painter) war ein griechischer Vasenmaler, der gegen Ende des 6. Jahrhunderts v. Chr. in Athen tätig war.
Der Bowdoin-Augen-Maler gehörte zu den frühen rotfigurigen Schalenmalern, die etwa zur selben Zeit wie die sogenannte „Pioniergruppe“ des rotfigurigen Stils aktiv waren. Wie die anderen Schalenmaler testete auch der Bowdoin-Augen-Maler die Möglichkeiten der neuen Technik aufgrund der vergleichsweise kleineren Arbeitsfläche der Schalen – das Innere sowie die beiden Außenseiten – nicht in derselben Tiefe aus, wie es die Vertreter der Pioniergruppe taten, dennoch trugen auch sie ihren Teil zum Erfolg des neuen Stils bei. Der Bowdoin-Augen-Maler bemalte vor allem bilingue Augenschalen und Palmetten-Augenschalen, wobei die Tondi meist rot- und die Außenseiten schwarzfigurig verziert waren. Die Qualität seiner Bilder kann nicht mit der der besten Schalenmaler seiner Zeit mithalten, doch gleicht er seine flüchtigere Malweise durch eine besondere Lebhaftigkeit seiner Figuren aus. Auch bei seinen Bildinhalten orientiert er sich an den gleichzeitigen Werken noch besserer Kunsthandwerker und zeichnet vor allem Athleten, Krieger sowie Komasten. Sein Name ist nicht überliefert, weshalb John D. Beazley ihn mit einem Notnamen unterscheidbar gemacht hat. Diesen erhielt er nach seiner Namenvase, einer Augenschale in der Sammlung des Bowdoin College. Er ist nicht mit dem ein paar Jahrzehnte später anzusetzenden Bowdoin-Maler aus der Athena/Bowdoin-Werkstatt zu verwechseln.